# Solo Flight
Solo Flight ist ein ziviler Flugsimulator, der unter der Leitung von Sid Meier entwickelt wurde und 1983 von MicroProse für die Atari-8-Bit-Heimcomputer erstmals veröffentlicht worden ist. Das Spiel war, mit Einschränkungen, einer der ersten realistischen Flugsimulatoren im Heimcomputerbereich und zeichnete sich vor allem dadurch aus, dass neben Sichtflug (VFR) auch der Instrumentenflug (IFR) simuliert wurde. So bot das Spiel neben der Drehfunkfeuer-Navigation (VOR) auch die Möglichkeit, die Landanflüge mit Unterstützung des Instrumentenlandesystems (ILS) durchzuführen. Das Spiel enthielt aus diesem Grund entsprechende Flugkarten, ohne die das Spiel nicht sinnvoll genutzt werden konnte.

## Spielprinzip
Man spielte einen Postflieger, der in einem von drei Szenarien mehrere Flughäfen zu bedienen hatte und vor jedem neuen Start bestimmen konnte, wie viel Ladung er aufnehmen und wie viel er auftanken will.

### Darstellung
Von den Flughäfen waren jeweils nur die Start- und Landebahnen in Form einer Vektorgrafik erkennbar, der Boden war grün, der Himmel blau. Höhenunterschiede waren nur dadurch zu erkennen, dass sich der Schatten des Flugzeugs dem Flugzeug entsprechend annäherte oder entfernte.

### Steuerung
Die Steuerung war relativ einfach. Höhen- und Seitenruder wurden mit dem Joystick bedient. Die Motorstärke wurde mit den Tasten 1–9 und 0 (über den QWERTY-Tasten) geregelt, die Bremsen mit der B-Taste aktiviert. Außerdem ließ sich das Fahrwerk ein- und ausfahren (mit der L-Taste), und die Klappen in drei Positionen (mit der F-Taste) einstellen.

## Entwicklungs- und Veröffentlichungsgeschichte
1984 erschien eine Version des Computerspiels für den Commodore 64 (Portierung durch Grant Irani) sowie 1985 die Versionen für den IBM PC (Portierung durch Randal Masteller) und den Apple II (Portierung durch Andy Hollis). Die PC-Version fiel durch ihre CGA-Grafik stark von den übrigen Versionen ab.
1985 erschien eine überarbeitete Fassung des Spiels, von MicroProse als „2nd Edition“, in der Presse gelegentlich auch als Solo Flight II bezeichnet. Diese Version erschien für den Commodore 64 (Programmierung durch John Kutcher) sowie für die Atari-8-Bit-Heimcomputer (Programmierung durch Edward Hill). Im Gegensatz zur ursprünglichen Fassung verfügte dieser Nachfolger u. a. über ein Tutorial mit Fluglehrer (inkl. Sprachausgabe beim Commodore 64) und eine verbesserte grafische Darstellung des Cockpits.